# Championnats du monde féminins de boxe amateur 2019
Navigation
Édition précédente Édition suivante
Les 11e championnats du monde de boxe amateur  féminins se déroulent du 3 au 13 octobre 2019 à Oulan-Oude en Russie.

## Résultats

### Podiums
| Catégorie de poids          | Or                          | Argent                     | Bronze                    |
| --------------------------- | --------------------------- | -------------------------- | ------------------------- |
| Poids mi-mouches (-48 kg)   | Ekaterina Paltceva (RUS)    | Manju Rani (IND)           | Chuthamat Raksat (THA)    |
| Poids mi-mouches (-48 kg)   | Ekaterina Paltceva (RUS)    | Manju Rani (IND)           | Demie-Jade Resztan (ENG)  |
| Poids mouches (-51 kg)      | Liliya Aetbaeva (RUS)       | Buse Naz Çakıroğlu (TUR)   | Pang Chol-mi (PRK)        |
| Poids mouches (-51 kg)      | Liliya Aetbaeva (RUS)       | Buse Naz Çakıroğlu (TUR)   | Mary Kom (IND)            |
| Poids coqs (-54 kg)         | Huang Hsiao-wen (TPE)       | Caroline Cruveillier (FRA) | Jamuna Boro (IND)         |
| Poids coqs (-54 kg)         | Huang Hsiao-wen (TPE)       | Caroline Cruveillier (FRA) | Mikiah Kreps (USA)        |
| Poids plumes (-57 kg)       | Nesthy Petecio (PHI)        | Liudmila Vorontsova (RUS)  | Lin Yu-ting (TPE)         |
| Poids plumes (-57 kg)       | Nesthy Petecio (PHI)        | Liudmila Vorontsova (RUS)  | Karriss Artingstall (ENG) |
| Poids légers (-60 kg)       | Beatriz Ferreira (BRA)      | Wang Cong (CHN)            | Mira Potkonen (FIN)       |
| Poids légers (-60 kg)       | Beatriz Ferreira (BRA)      | Wang Cong (CHN)            | Rashida Ellis (USA)       |
| Poids super-légers (-64 kg) | Dou Dan (CHN)               | Angela Carini (ITA)        | Ekaterina Dynnik (RUS)    |
| Poids super-légers (-64 kg) | Dou Dan (CHN)               | Angela Carini (ITA)        | Milana Safronova (KAZ)    |
| Poids welters (-69 kg)      | Busenaz Sürmeneli (TUR)     | Yang Liu (CHN)             | Lovlina Borgohain (IND)   |
| Poids welters (-69 kg)      | Busenaz Sürmeneli (TUR)     | Yang Liu (CHN)             | Saadat Dalgatova (RUS)    |
| Poids moyens (-75 kg)       | Nouchka Fontijn (NED)       | Lauren Price (WAL)         | Tammara Thibeault (CAN)   |
| Poids moyens (-75 kg)       | Nouchka Fontijn (NED)       | Lauren Price (WAL)         | Khadija El-Mardi (MAR)    |
| Poids mi-lourds (-81 kg)    | Zemfira Magomedalieva (RUS) | Elif Güneri (TUR)          | Wang Lina (CHN)           |
| Poids mi-lourds (-81 kg)    | Zemfira Magomedalieva (RUS) | Elif Güneri (TUR)          | Nguyễn Thị Hương (VIE)    |
| Poids lourds (+81 kg)       | Danielle Perkins (USA)      | Yang Xiaoli (CHN)          | Dina Islambekova (KAZ)    |
| Poids lourds (+81 kg)       | Danielle Perkins (USA)      | Yang Xiaoli (CHN)          | Katsiaryna Kavaleva (BLR) |

### Tableau des médailles
| Rang  | Nation         | Or | Argent | Bronze | Total |
| ----- | -------------- | -- | ------ | ------ | ----- |
| 1     | Russie         | 3  | 1      | 2      | 6     |
| 2     | Chine          | 1  | 3      | 1      | 5     |
| 3     | Turquie        | 1  | 2      | 0      | 3     |
| 4     | États-Unis     | 1  | 0      | 2      | 3     |
| 5     | Taipei chinois | 1  | 0      | 1      | 2     |
| 6     | Brésil         | 1  | 0      | 0      | 1     |
| 6     | Pays-Bas       | 1  | 0      | 0      | 1     |
| 6     | Philippines    | 1  | 0      | 0      | 1     |
| 9     | Inde           | 0  | 1      | 3      | 4     |
| 10    | France         | 0  | 1      | 0      | 1     |
| 10    | Italie         | 0  | 1      | 0      | 1     |
| 10    | Pays de Galles | 0  | 1      | 0      | 1     |
| 13    | Angleterre     | 0  | 0      | 2      | 2     |
| 13    | Kazakhstan     | 0  | 0      | 2      | 2     |
| 15    | Biélorussie    | 0  | 0      | 1      | 1     |
| 15    | Canada         | 0  | 0      | 1      | 1     |
| 15    | Corée du Nord  | 0  | 0      | 1      | 1     |
| 15    | Finlande       | 0  | 0      | 1      | 1     |
| 15    | Maroc          | 0  | 0      | 1      | 1     |
| 15    | Thaïlande      | 0  | 0      | 1      | 1     |
| 15    | Viêt Nam       | 0  | 0      | 1      | 1     |
| Total | Total          | 10 | 10     | 20     | 40    |